# Pandémie de Covid-19 en Guinée équatoriale
La pandémie de Covid-19 en Guinée équatoriale démarre officiellement le 14 mars 2020. À la date du 7 octobre 2022, le bilan est de 183 morts.

## Chronologie
Le premier cas est identifié le 14 mars 2020.
Le 26 mars 2020, le cap des 10 cas est dépassé. Le nombre total de personnes atteintes de la Covid-19 est de 12.
Le 20 avril 2020, le cap des 100 cas est dépassé. Le nombre total de personnes atteintes de la Covid-19 est de 153.
Le premier mort est annoncé le 22 avril 2020.
Le 21 mai 2020, le cap des 10 morts est atteint.
Le 25 mai 2020, le cap des 1 000 cas est dépassé. Le nombre total de personnes atteintes de la Covid-19 est de 1 043.
Le 16 mars 2021, le cap des 100 morts est atteint.
Le 9 septembre 2021, la barre des 10 000 cas est dépassée. Le nombre total de personnes atteintes de la Covid-19 est de 10 284.

## Statistiques

Nombre de cas en Guinée équatoriale depuis le début de l'épidémie.

Nombre de morts en Guinée équatoriale depuis le début de l'épidémie.